# Chamery

Chamery este o comună în departamentul Marne, Franța. În 2009 avea o populație de 391 de locuitori.